# Aglaja Veteranyi

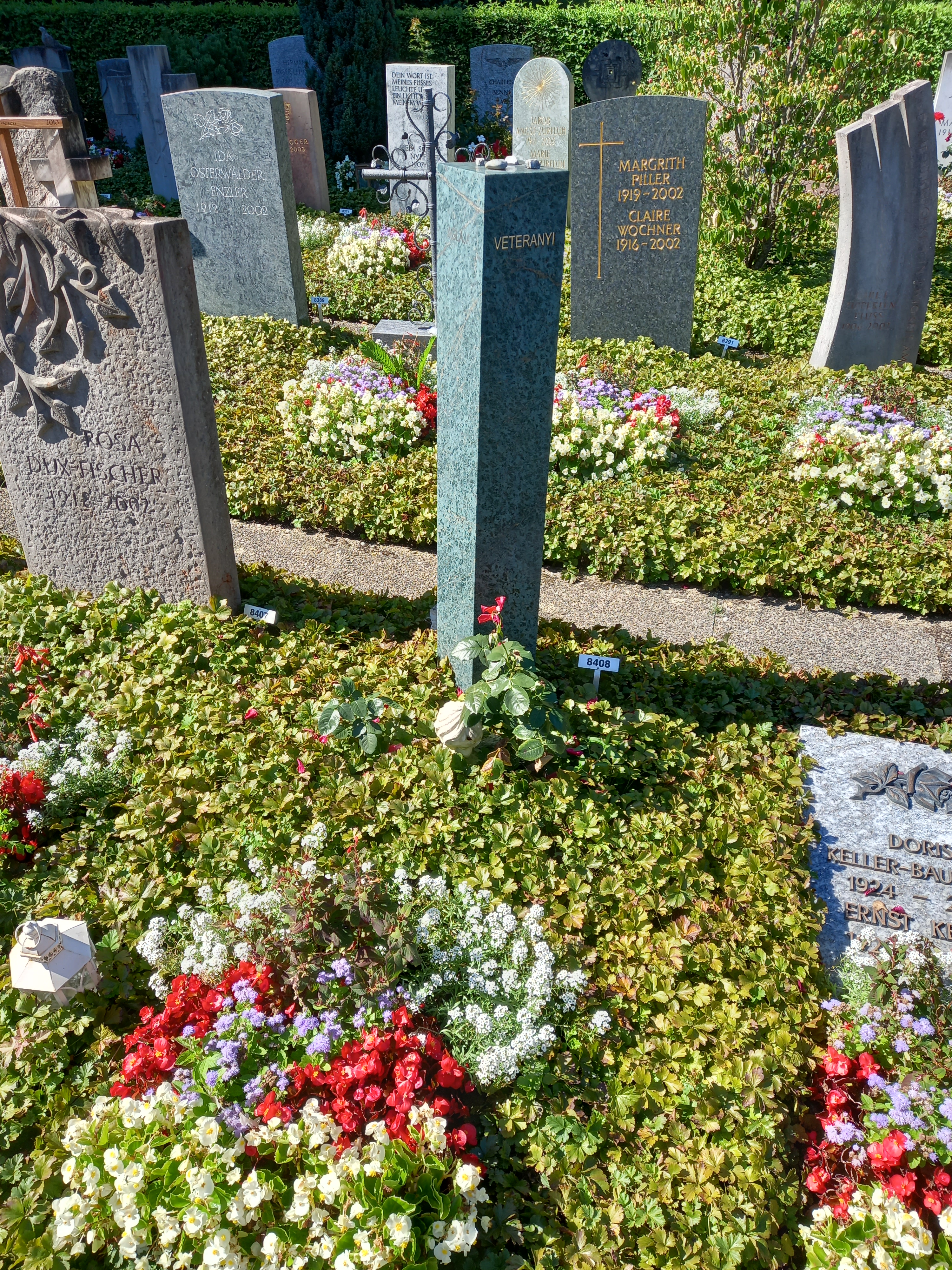
La tomba al cimitero di Manegg a Zurigo

Aglaja Veteranyi (Bucarest, 17 maggio 1962 – Zurigo, 3 febbraio 2002) è stata una scrittrice romena naturalizzata svizzera.

## Biografia
Aglaja Veteranyi nacque a Bucarest, in Romania, il 17 maggio 1962 da una famiglia di origini in parte ungheresi e dedita all'arte circense. Trascorse un'infanzia disordinata e vagabonda, caratterizzata dai continui spostamenti dei genitori, in tournée attraverso l'Europa, il Sud America e l'Africa, a cui prende attivamente parte sin dai tre anni d'età. Nel 1977, all'età di quindici anni, fugge assieme alla famiglia dal regime di Ceaușescu, riparando a Zurigo, in Svizzera. A quindici anni, non avendo mai ricevuto un'istruzione, Aglaja è ancora analfabeta. Impara da autodidatta una nuova lingua, il tedesco, e apprende velocemente a leggere e scrivere. In Svizzera studia recitazione e dal 1982 si dedica anche alla scrittura.
Lavora a diversi progetti e iniziative: nel 1993 fonda, insieme allo scrittore René Oberholzer, il gruppo letterario sperimentale Die Wortepumpe; nel 1996 dà vita, insieme al suo compagno Jens Nielsen, al gruppo teatrale Die Engelmaschine. Tiene numerose letture sia in Svizzera che all'estero e i suoi scritti iniziano a venir pubblicati in antologie e riviste letterarie. Nel 1999 esce il suo primo romanzo, Warum das Kind in der Polenta kocht (it. Perché il bambino cuoce nella polenta), con grande successo di pubblico e critica. Numerosi i premi e i riconoscimenti che riceve, tra cui:
- la borsa di studio offerta nel 1998 dal Literarisches Colloquium Berlin, prestigiosa società letteraria;
- il Premio Adelbert von Chamisso della fondazione Robert Bosch;
- il Berliner Kunstpreis.

Nonostante il successo, però, il 3 febbraio 2002 Aglaya Veteranyi si suicida all'età di 39 anni gettandosi nel lago di Zurigo.
Il suo secondo romanzo, Das Regal der letzten Atemzüge (it. Lo scaffale degli ultimi respiri), in realtà scritto prima dell'uscita di “Perché il bambino cuoce nella polenta”, esce postumo nello stesso anno e ottiene numerosi consensi.
Nel 2004 viene pubblicato l'ultimo progetto a cui l'autrice stava lavorando prima della morte: si tratta di una raccolta incompiuta di racconti e frammenti letterari dal titolo Vom geräumten Meer, den gemieteten Socken und Frau Butter.

## Opere
- Ein Totentanz: Geschenke.  Zürich, Edition Peter Petrej, 1999.
- Warum das Kind in der Polenta kocht. Stuttgart, Deutsche Verlags-Anstalt, 1999. Pubblicato in italiano con il titolo Perché il bambino cuoce nella polenta(Keller editore, Rovereto, 2020)
- Das Regal der letzten Atemzüge. Stuttgart und München, Deutsche Verlags-Anstalt, 2002. Pubblicato in italiano con il titolo Lo scaffale degli ultimi respiri (Keller editore, Rovereto, 2021).
- Vom geräumten Meer, den gemieteten Socken und Frau Butter. München, Deutsche Verlags-Anstalt, 2004.

## Opere tradotte in italiano
- Aglaja Veteranyi. Perché il bambino cuoce nella polenta. Ferrara, Luciana Tufani Editrice, 2005; Rovereto, Keller editore, 2020 (trad. Emanuela Cavallaro).
- Aglaja Veteranyi. Lo scaffale degli ultimi respiri. Rovereto, Keller editore, 2021 (trad. Angela Lorenzini).